# Cryptopylos
Cryptopylos é um género botânico pertencente à família das orquídeas (Orchidaceae).